# Radvaň nad Laborcom
Radvaň nad Laborcom (rusínsky Радвань над Лабірцём, Radvaň nad Labircjom) je obec na Slovensku v okrese Medzilaborce. Žije zde 526 obyvatel.

## Poloha
Obec se nachází ve východní části Prešovského kraje, v údolí řeky Laborec mezi Ondavskou vrchovinou a Východními Karpatami. Okresní město Medzilaborce je vzdáleno asi 10 km na sever.

## Historie
Obec Radvaň nad Laborcom vznikla v roce 1964 sloučením obcí Vyšná Radvaň a Nižná Radvaň. 

## Pamětihodnosti
- Místní chrám je zasvěcen Zesnutí přesvaté Bohorodičky.
- Vojenské hřbitovy z 1. světové války (architekt: József Lamping)[3][4][5]

## Obyvatelstvo
Radvaň nad Laborcom je jednou z tradičních rusínských vesnic na dnešním území Slovenska. Podíl obyvatel hlásících se k rusínské národnosti zde dosahuje 90% a s tím spojené je i převažující řeckokatolické vyznání. 